# Amazarashi
amazarashi（アマザラシ）は、日本のロックバンドである。ソニー・ミュージックアソシエイテッドレコーズ所属。青森県で結成された。バンド名は「日常に降りかかる悲しみや苦しみを雨に例え、僕らは雨曝しだが“それでも”というところを歌いたい」から名付けられた。

## メンバー
秋田ひろむ（あきた ひろむ）
ボーカル・ギター担当。青森県上北郡横浜町出身。デビュー当時はむつ市に在住して活動していたが、2014年頃より青森市在住。
音楽を始めたきっかけは、小学校6年生の時に姉が聴いていたTM NETWORKに憧れて、キーボードを購入したことと、THE BLUE HEARTSのコピーバンドを始めたこと。影響を受けたアーティストに真島昌利と友川カズキを、作家に寺山修司と太宰治を、それぞれ挙げている。シンガーソングライターの竹原ピストルに関して野狐禅として活動していた頃よりのファンであるほか、THA BLUE HERB、RHYMESTER、小林勝行、SHINGO☆西成、鬼などのヒップホップジャンルで活動するアーティストも好んで聴くことを公言しており、2011年に逝去したラッパーの不可思議/wonderboyの活動を記録したドキュメンタリー映画『Living Behavior 不可思議/wonderboy 人生の記録』にはメッセージを寄稿している。阿部共実の漫画のファンであり、作品『月曜日の友達』に楽曲を描き下ろしている。また、魚豊の漫画『チ。-地球の運動について-』を愛読しており、魚豊もまたamazarashiをとても敬愛しているロックバンドとして名前を挙げている。こういった縁から秋田と魚豊による「互いに相手のために制作した新たな作品を発表し、作品を通じて会話を交わす」という往復書簡プロジェクトを2人で立ち上げたことがある。
豊川真奈美（とよかわ まなみ）
キーボード担当。
曲によってはコーラスも担当するが、ボーカルの秋田は｢(豊川の)コーラスが入るだけで曲の感じがカラフルになる｣「わいよりも歌が上手い」とその歌声を賞賛していた。

### 参加メンバー
ライブでは主に、ギター、ベース、ドラムを加えた5人編成で構成される。以下はサポートメンバーとして公表されている者を記載する。
出羽良彰（でわ よしあき）
ギター・プログラミング・楽器演奏・サウンドプロデュース担当。バンドマスターおよびギターサポートライブ演奏。LIVE TOUR 2017「メッセージボトル」福岡市民会館公演を最後にライブ活動を休止。
中村武文（ナカムラ タケフミ）
ベース担当。秋田ひろむとは高校時代からの付き合い。
橋谷田真（はしやだ まこと）
ドラム担当。
井手上誠（いでうえ まこと）
ギター担当。LIVE TOUR 2017「メッセージボトル」から参加。『0.』『0.6』「空に歌えば」制作においてギター演奏も担当。
鮎京春輝（あゆきょう はるき）
キーボード担当。amazarashi × Aimer Asia Tour 2018から参加。
ミウラヒデアキ
ギター担当。LIVE TOUR 2017「メッセージボトル」から参加。
山本健太（やまもと けんた）
キーボード担当。LIVE TOUR 2014「あんたへ」に参加。
木村将之（きむら まさし）
コントラバス担当。「あまざらし プレミアムライブ 千分の一夜物語『スターライト』」に参加。
須磨和声（すま わせい）
ヴァイオリン担当。「あまざらし プレミアムライブ 千分の一夜物語『スターライト』」に参加。
矢野小百合（やの さゆり）
ヴァイオリン担当。「あまざらし プレミアムライブ 千分の一夜物語『スターライト』」初回公演に参加。
須原杏（すはら あんず）
ヴァイオリン担当。「あまざらし プレミアムライブ 千分の一夜物語『スターライト』」アンコール公演に参加。
村田泰子（むらた やすこ）
ヴィオラ担当。「あまざらし プレミアムライブ 千分の一夜物語『スターライト』」に参加。
越川和音（こしかわ かずね）
チェロ担当。「あまざらし プレミアムライブ 千分の一夜物語『スターライト』」に参加。

## 略歴

### 2007年 - 2009年: STAR ISSUE、あまざらし時代
2007年
- 1月、STAR ISSUEを結成。バンド名の由来は「希望の光のような歌を、雑誌や新聞のように定期的に発信して行きたい」から[33]。
- 5月26日、青森県で行われたアマチュアバンドのライブイベント『グルコン Vol.17 青森 〜Joker Style Summit〜』でローランド賞を受賞[33]。

※以降、バンド名をあまざらしに変更。2008年、現在の所属事務所であるレインボーエンタテインメントのA&Rが、担当アーティストのキャンペーンのために青森県内のFMラジオ局を訪れた際、番組内の地元インディーズバンドの音源を流すコーナーで楽曲を聴いたことがきっかけとなり、事務所と契約に至る。また、デビューにあたり、秋田自身が人付き合いが得意でないことや詞の世界観により注目してもらう意向から、公に顔出しをせずに活動するスタンスと、詞の世界観を表したCDジャケットデザインの仕様、CDへの詩集の封入、インターネットを中心にしたプロモーション活動がとられるようになる。
2009年
- 2月18日、ミニアルバム『光、再考』を青森県内のCDショップ限定で発売しインディーズデビュー[35]。

- 6月24日、映画『蟹工船』のインスパイアアルバム『反撃。〜映画「蟹工船」インスパイア・アルバム〜』には、「闇の中 〜ゆきてかへらぬ〜」が収録[36]。

- 12月9日、ミニアルバム『0.』を500枚限定、青森県内のCDショップのみで発売[37]。本作以降アートワークディレクターとしてYKBXこと横部正樹が作品デザインを手掛け[38]、ビジュアルマスコットとしてバンド名からイメージを受けて[7]てるてる坊主のキャラクター「amazarashiくん」[39]が採用される。

### 2010年 - 2011年: 0.6 ～ 千年幸福論
2010年
- 2月10日、表記をあまざらしからamazarashiに変更し、『0.』にボーナストラック1曲を追加収録した全国流通盤『0.6』リリース[40][41]。
- 4月29日、ソニー・ミュージックアソシエイテッドレコーズへの移籍を発表し、6月9日にミニアルバム『爆弾の作り方』を発売してメジャーデビュー[42]。
- 11月24日、メジャー2枚目のミニアルバム『ワンルーム叙事詩』を発売[43]。

2011年
- 1月8日、TBS系ドラマ『ヘブンズ・フラワー The Legend of ARCANA』（川島海荷主演）の主題歌に、楽曲「アノミー」が起用される事が発表される[44][45][46]。
- 1月19日、コンピレーションアルバム『36.5℃』リリース。『爆弾の作り方』収録曲の「無題」収録[47]。
- 3月16日、メジャー3枚目のミニアルバム『アノミー』リリース[48]。
- 6月17日、amazarashi初ライブとなる『amazarashi 1st LIVE「この街で生きている」』を渋谷WWWで開催[49][50]。

※ライブは、楽曲に込めたメッセージを最も伝えたいという秋田の意向により、ステージ前面に紗幕を張りながら映像を投影する裏で演奏を行う、姿を現さない演出で行われており、以後そのスタイルは継続されている。
- 11月16日、新曲のみで構成された初のフルアルバム『千年幸福論』リリース[52][53]。

### 2012年: ラブソング
2012年
- 1月28日、ワンマンライブ『amazarashi LIVE「千年幸福論」』を渋谷公会堂で開催。
- 3月11日、前年に起きた東日本大震災を受け、震災直後の2011年3月16日に公開した詩[54]を「祈り」のタイトルで楽曲化し、自身の公式ウェブサイト上で公開[55]。
- 3月16日、6月30日から7月8日にかけて、自身初となる3都市3公演のライブツアー『amazarashi LIVE TOUR 2012「ごめんなさい ちゃんといえるかな」』の開催を発表[56]。
- 6月13日、メジャー4枚目のミニアルバム『ラブソング』リリース[57]。
- 11月14日、公式モバイルサイト『APOLOGIES』がサービス開始。サイト内では秋田自身のブログが開設された。
- 12月3日、カルチャーサイト『型破リヰナ』において、秋田によるコラム「ゲーム、再考」の連載が開始。
- 11月28日、ライブツアー「ごめんなさい ちゃんといえるかな」のZepp DiverCity公演の模様を収めた初の映像作品『0.7』がDVDで発売[58]。
- 11月30日、2度目の渋谷公会堂公演となるワンマンライブ『amzarashi LIVE「0.7」』を開催。会場後方にもスピーカーを設置したサラウンドシステムを採用して公演を行った[59]。

### 2013年 - 2014年: ねえママ あなたの言うとおり ～ 夕日信仰ヒガシズム
2013年
- 4月10日、メジャー5枚目のミニアルバム『ねえママ あなたの言うとおり』リリース[60]。アルバムからは「ジュブナイル」が先行シングルとして、iTunes Storeおよびレコチョクでの先行配信で発表された[61]。
- 5月31日 - 6月9日、ライブツアー『amazarashi TOUR 2013「ねぇママ あなたの言うとおり」』を開催。
- 8月16日、「RISING SUN ROCK FESTIVAL 2013 in EZO」へ出演[62]。amazarashiとしては初のフェス出演となる[63]。
- 8月28日、初の提供作となる中島美嘉のシングル「僕が死のうと思ったのは」リリース。本作収録曲のうち、表題曲「僕が死のうと思ったのは」とカップリング曲「Today」を、秋田が作詞作曲した。中島側から楽曲制作の依頼を受けて楽曲提供が実現した[64]。
- 9月30日、LIQUIDROOM ebisuにて行われた、TK from 凛として時雨と共演した初の対バン形式ライブ「LIQUIDROOM 9th ANNIVERSARY presents "UNDER THE INFLUENCE"」に出演[65]。
- 11月21日、メジャー6枚目のミニアルバム『あんたへ』リリース。

2014年
- 1月6日、豊川が体調不良を理由に、当面の活動を休止することを発表[66]。
- 1月11日 - ライブツアー『amazarashi LIVE TOUR 2014「あんたへ」』を開催[67]。豊川の活動休止を受けて、キーボードには2010年までオトナモードのメンバーとして活動していた山本健太がサポートメンバーとして参加し[28]、追加公演を含め全6公演を行った[68]。
- 3月26日、ミュージックビデオ集『anthology 1386』がDVDとBlu-rayで発売[69]。
- 5月23日、インディーズ時代のあまざらし名義にてスペシャルライブを9月9日に開催することを発表し、公演と同期した書き下ろしの小説「スターライト」が公式サイト上で連載開始[70]。
- 6月7日、2度目のロックフェス参加として、石川県金沢市で開催される「百万石音楽祭2014 〜ミリオンロックフェスティバル〜」に出演[71]。
- 9月9日、ワンマンライブ「あまざらし プレミアムライブ 千分の一夜物語『スターライト』」を開催[72][73]し、体調不良にて休養していた豊川が本公演で復帰した。また公演終了後には、新曲「スターライト」のリリックビデオが公開された[72]。
- 10月29日、2枚目のフルアルバム『夕日信仰ヒガシズム』リリース。
- 11月1日 - 、ライブツアー『amazarashi LIVE TOUR 2014「夕日信仰ヒガシズム」』を開催。追加公演を含め過去最多の全8公演。[74]

### 2015年 - 2016年: 世界収束二一一六
2015年
- 2月18日、1枚目のシングル「季節は次々死んでいく」リリース。
- 3月28日、台湾にて行われた「T-Fest 2015 明日音樂祭」に、日本からenvy、TURTLE ISLAND、MONKEY MAJIKとともに出演し、初の海外公演を開催[75]。
- 5月13日、初のアコースティックアルバム『あまざらし 千分の一夜物語 スターライト』リリース。
- 6月9日、メジャーデビュー5周年。これを記念し、5周年記念ライブを開催。第1弾として同日、オフィシャルモバイルサイト「APOLOGIES」会員を対象とした400名限定[76]の記念ライブ『amazarashi 5th anniversary live「APOLOGIES」』を開催[77]。続く第2弾として8月16日には、初の試みとなる3D映像を投影したライブ『amazarashi 5th anniversary live 3D edition』を開催[78]。
- 8月19日、2枚目のシングル「スピードと摩擦」リリース。
- 10月22日、2013年以来となる対バン形式ライブとして、YEN TOWN BANDが出演するJAPAN FM LEAGUE主催のライブイベント「JFL presents LIVE FOR THE NEXT supported by ELECOM」のZepp Tokyo公演のゲストアーティストとして[79]、Lily Chou-Chouやflower in the vasementとともに出演[80]。
- 12月29日、「COUNTDOWN JAPAN 15/16」に出演。GALAXY STAGEにてライブを行った[81]。

2016年
- 1月17日 - 、5周年記念ライブの第3弾として、ライブツアー『amazarashi 5th anniversary Live Tour 2016「世界分岐二〇一六」』開催。追加公演を含め全8公演[82]。
- 2月19日、文藝春秋発行の電子小説誌『別冊文藝春秋』2016年3月号に、「amazarashi 秋田ひろむ」として書き下ろしの詩5編とエッセイ1編を寄稿[83]、巻頭掲載[84]。寄稿された作品のうち「青森唱歌」はmusic.jp限定で無料公開された[85]。掲載にあたってSF作家の宮内悠介がコメントを寄せ、「青森というご自身のアイデンティティを前面に出しながら、そこに寄りかかっている印象はなく、品があるとも感じました」「かつての町田康さんの出現が脳裏をかすめました」と評した[86]。
- 2月24日、3枚目のフルアルバム『世界収束二一一六』リリース[87]。
- 同日、中島美嘉のトリビュートアルバム『MIKA NAKASHIMA TRIBUTE』リリース、本作で秋田の弾き語りによる「僕が死のうと思ったのは」のセルフカバーが初のCD音源化[88]。
- 6月22日、映像作品『amazarashi Live Tour 2016 世界分岐二〇一六』リリース[89]。
- 10月12日、メジャー7枚目のミニアルバム『虚無病』リリース[90]。
- 10月15日、ワンマンライブ『amazarashi LIVE 360°「虚無病」』を開催[91]。
- 12月28日、「COUNTDOWN JAPAN 16/17」に出演[92]。

### 2017年 - 2018年: メッセージボトル ～ 地方都市のメメント・モリ
2017年
- 2月22日、3枚目のシングル「命にふさわしい」リリース。ゲーム「NieR:Automata」とのコラボ作品となっている[93]。
- 3月26日 - 10月19日、ライブツアー『amazarashi Live Tour 2017「メッセージボトル」』を開催。地元青森での初の凱旋公演も開催[94][95]。
- 3月29日、自身初のベストアルバム『メッセージボトル』リリース。同年1月7日より放送のテレビ東京系深夜ドラマ「銀と金」の主題歌に選ばれた新曲「ヒーロー」のほか、限定盤にはあまざらし名義のミニアルバム『光、再考』などを収録[96]。
- 同日、ASIAN KUNG-FU GENERATIONのトリビュートアルバム『AKG TRIBUTE』リリース。amazarashiは「夏の日、残像」のカバーで参加[97]。
- 6月21日、映像作品『amazarashi 360° LIVE「虚無病」』リリース[98]。
- 8月19日、「SUMMER SONIC 2017」に出演。RAINBOW STAGEにてライブを行った[99]。
- 9月6日、4枚目のシングル「空に歌えば」リリース[100]。
- 12月6日・7日、秋田ひろむ初の弾き語りワンマンライブ「amazarashi 秋田ひろむ 弾き語りライブ 理論武装解除」開催[101]。
- 12月13日、4枚目のフルアルバム『地方都市のメメント・モリ』リリース[102]。
- 12月28日、「COUNTDOWN JAPAN 17/18」に出演[103]。

2018年
- 3月3日 - 4月5日、amazarashiとAimerによるアジア4都市ツーマンツアー『amazarashi × Aimer Asia Tour 2018』開催[104]。
- 3月12日、配信限定シングル「月曜日」が発売。これは阿部共実の漫画『月曜日の友達』とのコラボレーションソングとなっている[105]。
- 3月21日、菅田将暉の1stアルバム『PLAY』が発売。秋田ひろむの作詞作曲による楽曲「スプリンター」収録[106]。
- 4月20日 - 6月22日、ライブツアー『amazarashi Live Tour 2018「地方都市のメメント・モリ」』開催[107]。
- 6月21日、映像作品『amazarashi LIVE「理論武装解除」』リリース[108]。
- 8月21日、菅田将暉のシングル曲「ロングホープ・フィリア」を楽曲提供[109]。
- 11月7日、5枚目のシングル「リビングデッド」リリース[110]。
- 11月16日、amazarashi初の日本武道館ライブ「朗読演奏実験空間 新言語秩序」開催[111]。
- 12月30日、「COUNTDOWN JAPAN 18/19」に出演[112]。

### 2019年 - 2020年: ボイコット
2019年
- 2月13日、6枚目のシングル「さよならごっこ」リリース[113]。
- 3月27日、映像作品『amazarashi LIVE 朗読演奏実験空間 新言語秩序』リリース[114]。
- 4月29日 - 7月10日、ライブツアー『amazarashi Live Tour 2019「未来になれなかった全ての夜に」』開催[115]。
- 6月14日、あいみょんの対バンツアー『AIMYON vs TOUR 2019 “ラブコール”』Zepp Tokyo公演に出演[116]。
- 7月10日、菅田将暉の2ndアルバム『LOVE』が発売。秋田ひろむの作詞作曲による楽曲「ロングホープ・フィリア」収録。
- 10月12日 - 11月2日、上海と台北にてワンマンライブ『amazarashi Live Tour 2019 in Shanghai & Taipei』開催[117]。
- 11月20日、配信限定シングル『未来になれなかったあの夜に』リリース。ミュージックビデオには横浜流星、杉野遥亮、泉澤祐希、柄本時生らが出演。
- 11月27日、ライブ映像作品『amazarashi Live Tour 2019「未来になれなかった全ての夜に」』リリース[118]。
- 12月29日、「COUNTDOWN JAPAN 19/20」に出演[119]。

2020年
- 3月11日、5枚目のアルバム『ボイコット』リリース[120]。自身最高位のオリコン週間2位を記録。
- 4月28日 - 5月24日、自身初となるホールツアー『amazarashi Live Tour 2020「ボイコット」』の開催を予定[121]していたが、新型コロナウイルスの感染拡大防止のため全公演の延期が発表された[122][123]。9月28日-12月17日に振替スケジュールが発表されたが、情勢に鑑み再延期された。

- 6月9日、2018年11月に東京・日本武道館で開催したワンマンライブ「朗読演奏実験空間“新言語秩序”」の映像が、YouTubeにて期間限定で公開された。ライブ映像の配信後には、この企画のための書き下ろし楽曲「令和二年」を含む3曲を秋田が自宅で弾き語る映像が特別配信される。秋田は配信に際し「この作品を通して、心の中に自問自答や葛藤のようなものが芽生えてくれたら、それが巡り巡ってどこかの誰かの希望になりえるのではないかと、そうであってほしいと願っています」とコメントしている[124]。

- 12月12日、新体感ライブ CONNECTにてamazarashi初の配信ライブ「amazarashi Online Live 末法独唱 雨天決行」開催[125]。
- 12月16日、EP『令和二年、雨天決行』リリース[126]。

### 2021年 - 2022年:七号線ロストボーイズ
2021年
- 4月7日、デビュー10周年を記念して、公式ファンクラブ「APOLOGIES」会員限定のライブamazarashi 10th anniversary live「APOLOGIES 雨天決行」を開催[127]。FanStreamにて無観客生配信された。(アーカイブ配信：4月8日18:00～4月11日23:59)

- 9月2日 - 12月4日、二度の延期を経て『amazarashi Live Tour 2020「ボイコット」』を開催。

- 11月17日、7枚目のシングル「境界線」リリース

2022年
- 1月13日、TBS系『櫻井・有吉 THE夜会』にゲスト出演した俳優・横浜流星がおすすめのアーティストとしてamazarashiを紹介した[128]。

- 魚豊の漫画『チ。-地球の運動について-』とのコラボレーション企画『往復書簡プロジェクト「共通言語」』がスタート。3月30日に『七号線ロストボーイズ』収録曲「1.0」をテーマにした魚豊描き下ろしのイラストが公開。

- 4月13日、6枚目のアルバム『七号線ロストボーイズ』リリース[129][130]。

- 5月3日より、『amazarashi Live Tour 2022 「ロストボーイズ」』が開催。しかし秋田ひろむの体調不良により6月に予定されていた4公演が10月・11月に延期となった。

### 2023年 - 現在:永遠市
2023年
- 2月22日、8枚目のシングル「アンチノミー」リリース。
- 4月26日、配信限定シングル『スワイプ』リリース。ミュージックビデオには横浜流星らが出演。
- 6月8日、5年半ぶりとなる有観客弾き語りライブ『amazarashi Acoustic Live「騒々しい無人」』開催。
- 7月5日、ライブ映像作品『amazarashi LIVE TOUR 2022 ロストボーイズ』リリース。
- 10月25日、7枚目のアルバム『永遠市』リリース。[131]
- 同日、amazarashi、vaultroom、k4senがコラボしたグッズ、k4senをイメージした楽曲『ディザスター』が発表された[132]。楽曲は同日リリースされた『永遠市』に収録される。
- 11月1日-12月11日、ライブツアー『amazarashi Live Tour 2023「永遠市」』を開催。

2024年
- 3月2日-3月17日、5年ぶりとなるアジアツアー『amazarashi Asia Tour 2024「永遠市 -Eternal City-」』を開催。[133]
- 6月19日、ライブ映像作品『amazarashi Live Tour 永遠市』リリース。
- 8月21日、LiSAの22枚目のシングル『ブラックボックス』が発売。秋田ひろむの作詞作曲による「ブラックボックス」収録。
- 10月1日-11月12日、弾き語りライブ『amazarashi Acoustic Live「騒々しい無人 2024」』開催。
- 11月12日、amazarashi Acoustic Live「騒々しい無人 2024」東京公演にてamazarashi初となる横浜アリーナライブであり、『朗読演奏実験空間 新言語秩序』の続編である『電脳演奏監視空間 「ゴースト」』の開催を発表。同日には初報を兼ねた『君のベストライフ』のMVが公開。[134]
- 11月13日、配信限定シングル『君のベストライフ』リリース。

2025年
- 1月5日、アニメ『青の祓魔師 夜終篇』オープニングテーマ『痛覚』がデジタルリリース。[135]
- 2月5日、9枚目のシングル『痛覚』リリース[136]。完全生産限定版にはamazarashi Acoustic Live「騒々しい無人 2024」のライブ映像が収録される。
- 4月9日、8枚目のアルバム『ゴースト』リリース[137]。
- 4月29日、amazarashi初の横浜アリーナライブ『電脳演奏監視空間「ゴースト」』開催[138]。

## 作品

### シングル
|     | リリース       | タイトル             | 規格                                                                          | 規格品番                                                                    | 最高位 | 収録アルバム             |
| --- | -------------- | -------------------- | ----------------------------------------------------------------------------- | --------------------------------------------------------------------------- | ------ | ------------------------ |
| 1st | 2015年2月18日  | 季節は次々死んでいく | CD+DVD（初回盤） CD（通常盤・期間生産限定盤）                                 | AICL-2819〜20（初回盤） AICL-2821（通常盤） AICL-2822（期間生産限定盤）     | 11位   | 世界収束二一一六         |
| 2nd | 2015年8月19日  | スピードと摩擦       | CD+DVD（初回盤） CD（通常盤） CD+ムービーダウンロードコード（期間生産限定盤） | AICL-2930〜31（初回盤） AICL-2932（通常盤） AICL-2975〜76（期間生産限定盤） | 14位   | 世界収束二一一六         |
| 3rd | 2017年2月22日  | 命にふさわしい       | CD+DVD+DL（初回盤） CD（通常盤）                                              | AICL-3275〜3278（初回盤） AICL-3279（通常盤）                               | 5位    | 地方都市のメメント・モリ |
| 4th | 2017年9月6日   | 空に歌えば           | CD＋DVD+ラバーバンド(A)（初回盤A） CD+ラバーバンド(B)（初回盤B） CD（通常盤） | AICL-3405（初回盤A） AICL-3408（初回盤B） AICL-3410（通常盤）               | 13位   | 地方都市のメメント・モリ |
| 5th | 2018年11月7日  | リビングデッド       | CD+GOODS（初回盤） CD（通常盤）                                               | AICL-3590〜3591（初回盤） AICL-3592（通常盤）                               | 9位    | ボイコット               |
| 6th | 2019年2月13日  | さよならごっこ       | CD+DVD（初回盤） CD（通常盤・期間生産限定盤）                                 | AICL-3630〜3631（初回盤） AICL-3632（通常盤） AICL-3633（期間生産限定盤）   | 9位    | ボイコット               |
| 7th | 2021年11月17日 | 境界線               | CD+Blu-ray（完全生産限定盤） CD+DVD（期間生産限定盤）                         | AICL-4136〜4137（完全生産限定盤） AICL-4138-4139（期間生産限定盤）          | 10位   | 七号線ロストボーイズ     |
| 8th | 2023年2月22日  | アンチノミー         | CD+Blu-ray（初回生産限定盤） CD（通常盤）                                     | AICL-4336〜4337（初回生産限定盤） AICL-4338（通常盤）                       | 10位   | 永遠市                   |
| 9th | 2025年2月5日   | 痛覚                 | 2CD+Blu-ray（完全生産限定盤） CD+Blu-ray（期間生産限定盤）                    | AICL-4712〜4714（完全生産限定盤） AICL-4715〜4716（通常盤）                 | 9位    | ゴースト                 |

#### 配信限定シングル
|                      | リリース       | タイトル                                            | 規格                   | 収録アルバム             |
| -------------------- | -------------- | --------------------------------------------------- | ---------------------- | ------------------------ |
| 1st                  | 2017年10月20日 | フィロソフィー                                      | デジタル・ダウンロード | 地方都市のメメント・モリ |
| 2nd                  | 2018年3月12日  | 月曜日                                              | デジタル・ダウンロード | ボイコット               |
| 3rd                  | 2019年11月20日 | 未来になれなかったあの夜に                          | デジタル・ダウンロード | ボイコット               |
| 4th                  | 2022年1月14日  | 境界線 (Naeleck Remix) - Sakura Chill Beats Singles | デジタル・ダウンロード | 未収録                   |
| 5th                  | 2022年6月30日  | カシオピア係留所                                    | デジタル・ダウンロード | 永遠市                   |
| 6th                  | 2023年4月26日  | スワイプ                                            | デジタル・ダウンロード | 永遠市                   |
| 7th                  | 2024年11月13日 | 君のベストライフ                                    | デジタル・ダウンロード | ゴースト                 |
| THE FIRST TAKE MUSIC |                |                                                     |                        |                          |
|                      | 2021年11月16日 | ロングホープ・フィリア - From THE FIRST TAKE        | デジタル・ダウンロード | 未収録                   |
|                      | 2021年11月16日 | 季節は次々死んでいく - From THE FIRST TAKE          | デジタル・ダウンロード | 未収録                   |

#### 配信限定EP
|     | リリース       | タイトル                                              | 規格                   | 備考                              |
| --- | -------------- | ----------------------------------------------------- | ---------------------- | --------------------------------- |
| 1st | 2019年11月27日 | amazarashi Live at Spotify on Stage in MIDNIGHT SONIC | デジタル・ダウンロード | 2019年8月16日に行われたライブ音源 |

### アルバム

#### フル・アルバム
|     | リリース       | タイトル                 | 規格                                                         | 規格品番                                                              | 最高位 |
| --- | -------------- | ------------------------ | ------------------------------------------------------------ | --------------------------------------------------------------------- | ------ |
| 1st | 2011年11月16日 | 千年幸福論               | CD+DVD（初回盤） CD                                          | AICL-2319/20（初回盤） AICL-2321                                      | 12位   |
| 2nd | 2014年10月29日 | 夕日信仰ヒガシズム       | CD+DVD（初回盤） CD                                          | AICL-2753/4（初回盤） AICL-2755                                       | 12位   |
| 3rd | 2016年2月24日  | 世界収束二一一六         | CD+DVD（初回盤A） CD+フィギュア（初回盤B） CD                | AICL-3068/9（初回盤A） AICL-3071/2（初回盤B） AICL-3070               | 4位    |
| 4th | 2017年12月13日 | 地方都市のメメント・モリ | CD+DVD（初回盤A） 2CD+DVD（初回盤B） CD                      | AICL-3462/4（初回盤A） AICL-3465/7（初回盤B） AICL-3468               | 6位    |
| 5th | 2020年3月11日  | ボイコット               | 2CD+Blu-ray（初回盤A） 2CD+DVD（初回盤B） CD                 | AICL-3850/3（初回盤A） AICL-3854/7（初回盤B） AICL-3858               | 2位    |
| 6th | 2022年4月13日  | 七号線ロストボーイズ     | CD+Blu-ray（完全生産限定盤） CD+DVD（初回生産限定盤） CD     | AICL-4204/6（完全生産限定盤） AICL-4207/9（初回生産限定盤） AICL-4210 | 4位    |
| 7th | 2023年10月25日 | 永遠市                   | CD+Blu-ray（完全生産限定盤） CD+DVD（初回生産限定盤） CD     | AICL-4463/5（完全生産限定盤） AICL-4466/7（初回生産限定盤） AICL-4468 | 7位    |
| 8th | 2025年4月9日   | ゴースト                 | CD+Blu-ray（完全生産限定盤） CD+Blu-ray（初回生産限定盤） CD | AICL-4737/9（完全生産限定盤） AICL-4740/1（初回生産限定盤） AICL-4742 | 6位    |

#### ミニ・アルバム
|     | リリース                                        | タイトル                    | 規格                | 規格品番                        | 最高位 |
| --- | ----------------------------------------------- | --------------------------- | ------------------- | ------------------------------- | ------ |
| 1st | 2009年2月18日                                   | 光、再考                    | CD                  | REP-017                         |        |
| 2nd | 2009年12月9日（限定盤） 2010年2月10日（全国盤） | 0. 0.6                      | CD                  | REP-026 REP-028                 |        |
| 3rd | 2010年6月9日                                    | 爆弾の作り方                | CD                  | AICL-2128                       | 76位   |
| 4th | 2010年11月24日                                  | ワンルーム叙事詩            | CD                  | AICL-2195                       | 82位   |
| 5th | 2011年3月16日                                   | アノミー                    | CD                  | AICL-2240                       | 41位   |
| 6th | 2012年6月13日                                   | ラブソング                  | CD                  | AICL-2380（初回盤） AICL-2381   | 14位   |
| 7th | 2013年4月10日                                   | ねえママ あなたの言うとおり | CD+DVD（初回盤） CD | AICL-2527/8（初回盤） AICL-2529 | 8位    |
| 8th | 2013年11月20日                                  | あんたへ                    | CD+DVD（初回盤） CD | AICL-2603/4（初回盤） AICL-2605 | 11位   |
| 9th | 2016年10月12日                                  | 虚無病                      | CD+DVD（初回盤） CD | AICL-3175/7（初回盤） AICL-3178 | 6位    |

#### EP
|     | リリース       | タイトル           | 規格                                 | 規格品番                        | 最高位 |
| --- | -------------- | ------------------ | ------------------------------------ | ------------------------------- | ------ |
| 1st | 2020年12月16日 | 令和二年、雨天決行 | CD+DVD+ステッカーセット（初回盤） CD | AICL-3990/2（初回盤） AICL-3993 | 6位    |

#### 企画アルバム
| 発売日        | タイトル                               | 規格                          | 規格品番                                  | 最高位 |
| ------------- | -------------------------------------- | ----------------------------- | ----------------------------------------- | ------ |
| 2015年5月13日 | あまざらし 千分の一夜物語 スターライト | CD+DVD（初回盤） CD（通常盤） | AICL-2867/8（初回盤） AICL-2869（通常盤） | 10位   |

#### ベスト・アルバム
| 発売日        | タイトル         | 規格                                            | 規格品番                                                                  | 最高位 |
| ------------- | ---------------- | ----------------------------------------------- | ------------------------------------------------------------------------- | ------ |
| 2017年3月29日 | メッセージボトル | 2CD（通常盤） 3CD+DVD（初回盤・完全生産限定盤） | AICL 3295/9（初回盤） AICL 3300/1（通常盤） AICL 3302/6（完全生産限定盤） | 3位    |

### 映像作品
| 発売日         | タイトル                                               | 規格                   | 規格品番                                                                        | 最高位                                                                          |
| -------------- | ------------------------------------------------------ | ---------------------- | ------------------------------------------------------------------------------- | ------------------------------------------------------------------------------- |
| 2012年11月28日 | 0.7                                                    | DVD+CD（初回盤） DVD   | AIBL-9252/3（初回盤） AIBL-9254                                                 | 10位                                                                            |
| 2014年3月26日  | anthology 1386                                         | DVD Blu-ray            | AIBL-9300 AIXL-50                                                               | 58位（DVD） 54位（Blu-ray）                                                     |
| 2015年5月13日  | あまざらし 千分の一夜物語 スターライト                 | DVD                    | AIBL-9321                                                                       | 56位                                                                            |
| 2016年6月22日  | amazarashi Live Tour 2016 世界分岐二〇一六             | DVD Blu-ray            | AIBL-9361（初回盤） AIBL-9362 AIXL-79（初回盤） AIXL-80                         | 17位（DVD） 23位（Blu-ray）                                                     |
| 2017年6月21日  | amazarashi 360° LIVE「虚無病」                         | DVD Blu-ray            | AIBL-9379（初回盤） AIBL-9381 AIXL-83（初回盤） AIXL-84                         | 20位（DVD） 18位（Blu-ray）                                                     |
| 2018年6月6日   | amazarashi LIVE「理論武装解除」                        | DVD Blu-ray            | AIBL-9403/7（完全生産限定盤） AIBL-9408 AIXL-96/9（完全生産限定盤） AIXL-100    | 4位（DVD総合） 1位(ミュージックDVD) 6位（Blu-ray総合） 2位(ミュージックBlu-ray) |
| 2019年3月27日  | amazarashi LIVE「朗読演奏実験空間『新言語秩序』」      | DVD Blu-ray            | AIBL-9420/3（完全生産限定盤） AIBL-9424 AIXL-110/3（完全生産限定盤） AIXL-114   | 4位（DVD） 12位（Blu-ray）                                                      |
| 2019年11月27日 | amazarashi Live Tour 2019 未来になれなかった全ての夜に | DVD Blu-ray            | AIBL-9438 AIBL-9439/42（完全生産限定盤） AIXL-126 AIXL-127/30（完全生産限定盤） | 7位（DVD） 9位（Blu-ray）                                                       |
| 2021年5月26日  | amazarashi Online Live 末法独唱 雨天決行               | DVD Blu-ray            | AIBL-9466 AIBL-9462/65（完全生産限定盤） AIXL-150 AIXL-146/49（完全生産限定盤） | 7位（DVD） 18位（Blu-ray）                                                      |
| 2023年7月5日   | amazarashi LIVE TOUR 2022 ロストボーイズ               | DVD Blu-ray+CD Blu-ray | AIBL-9490 AIXL-170/72（完全生産限定盤） AIXL-173（通常盤）                      | 16位（DVD） 4位（Blu-ray）                                                      |
| 2024年6月19日  | amazarashi Live Tour 2023 永遠市                       | DVD Blu-ray            | AIBL-9499 AIXL-192/94（完全生産限定盤） AIXL-195（通常盤）                      | 19位（DVD） 6位（Blu-ray）                                                      |

### 参加作品
| 発売日        | タイトル                                                                  | 規格                | 規格品番                        | 収録曲                                                                              |
| ------------- | ------------------------------------------------------------------------- | ------------------- | ------------------------------- | ----------------------------------------------------------------------------------- |
| 2009年6月24日 | 反撃。〜映画「蟹工船」インスパイア・アルバム〜                            | CD                  | KSCL-1415                       | 闇の中 〜ゆきてかへらぬ〜                                                           |
| 2011年1月19日 | 36.5℃                                                                     | CD                  | CRCP-40288                      | 無題                                                                                |
| 2015年3月25日 | 「東京喰種」オリジナル・サウンドトラック                                  | CD                  | MJSA-1158/9                     | 季節は次々死んでいく (TV edit)                                                      |
| 2016年2月24日 | MIKA NAKASHIMA TRIBUTE                                                    | CD                  | AICL-3066                       | 僕が死のうと思ったのは                                                              |
| 2017年3月29日 | AKG TRIBUTE                                                               | CD                  | KSCL-2896                       | 夏の日、残像                                                                        |
| 2019年3月27日 | 東京喰種トーキョーグール AUTHENTIC SOUND CHRONICLE Compiled by Sui Ishida | CD+DVD（初回盤） CD | AICL-3680/1（初回盤） AICL-3682 | 季節は次々死んでいく 季節は次々死んでいく acoustic Version. 夏を待っていました 無題 |
| 2019年8月14日 | TVアニメ どろろ 音楽集-魂の鼓動-                                          | CD                  | AICL-3745/7（初回盤） AICL-3748 | さよならごっこ                                                                      |

### 被カバー
| 発売日         | タイトル                                                          | 収録曲                           |
| -------------- | ----------------------------------------------------------------- | -------------------------------- |
| 2014年11月5日  | 中島美嘉『DEARS』                                                 | 僕が死のうと思ったのは           |
| 2017年3月22日  | 中島美嘉『TOUGH』                                                 | 僕が死のうと思ったのは           |
| 2017年8月9日   | 中島美嘉『ROOTS 〜Piano & Voice〜』                               | ひろ                             |
| 2019年2月13日  | ジェジュン『JAEJOONG The Reunion in memory』                      | 僕が死のうと思ったのは           |
| 2019年12月4日  | KK『世の霧を抱きよせ』                                            | 季節は次々死んでいく             |
| 2019年6月4日   | Raon『僕が死のうと思ったのは』                                    | 僕が死のうと思ったのは           |
| 2020年2月19日  | 緑黄色社会『Shout Baby』                                          | 空に歌えば                       |
| 2020年2月26日  | ソンジェ from SUPERNOVA『男の花道〜SUNGJE'S JAPANESE SONGBOOK〜』 | ひろ                             |
| 2021年8月4日   | 藍井エイル『アトック』                                            | 僕が死のうと思ったのは           |
| 2021年7月14日  | 幸祜『ARARE LIVE』                                                | 未来になれなかったあの夜に       |
| 2022年3月30日  | 松下優也『うたふぇち 伝わりますか』                               | 僕が死のうと思ったのは           |
| 2022年9月9日   | ASTERISM『Animetic』                                              | 空に歌えば (InstruMetal version) |
| 2023年3月1日   | Aimer『escalate』                                                 | 命にふさわしい                   |
| 2023年3月29日  | ヰ世界情緒『CANDY LIVE 2』                                        | 古いSF映画                       |
| 2023年4月19日  | Raon『RA:ONLY vol.1』                                             | 季節は次々死んでいく             |
| 2023年8月2日   | 海蔵亮太『僕が死のうと思ったのは』                                | 僕が死のうと思ったのは           |
| 2023年10月18日 | 春猿火『CREAM PUFF LIVE 3』                                       | 季節は次々死んでいく             |

## 受賞歴
- 『第14回文化庁メディア芸術祭』エンターテインメント部門優秀賞「夏を待っていました(MV)」[142]
- 『SPACE SHOWER MUSIC AWARDS 2014』優秀作品50作ノミネート「穴を掘っている」[143]
- 『Spikes Asia Festival of Creativity』デジタルクラフト部門金賞、デジタル部門銀賞、モバイル部門銅賞、デザイン部門銅賞「朗読演奏実験空間 新言語秩序」[144]
- 『ACC TOKYO CREATIVITY AWARDS』ブランデッド・コミュニケーション部門金賞「朗読演奏実験空間 新言語秩序」[145]
- 『CLIO Entertainment 2019』Live Entertainment部門 シルバー「朗読演奏実験空間 新言語秩序」[146]
- 『第23回文化庁メディア芸術祭』エンターテイメント部門優秀賞「朗読演奏実験空間 新言語秩序」[147]
- 『CLIO MUSIC』Design部門シルバー、Experience/Activation部門ブロンズ 『末法独唱 雨天決行』[148]

## タイアップ
| タイトル             | タイアップ                                                                                               | 時期   |
| -------------------- | --- | ------ |
| 爆弾の作り方         | WeMade OnlineオンラインFPSゲーム『STING』イメージソング                                                  | 2010年 |
| アノミー             | TBS系ドラマ『ヘブンズ・フラワー The Legend of ARCANA』主題歌                                             | 2011年 |
| ナモナキヒト         | 日本テレビ『音龍門』6月度エンディングテーマ                                                              | 2012年 |
| ナモナキヒト         | KBCテレビ『V3』6月度エンディングテーマ                                                                   | 2012年 |
| ジュブナイル         | テレビ東京『ロック兄弟』3月度エンディングテーマ                                                          | 2013年 |
| 性善説               | 関西テレビ『音エモン』4月度"POWER PUSH!!"                                                                | 2013年 |
| 性善説               | 関西テレビ『ミュージャック』4月度エンディングテーマ                                                      | 2013年 |
| 夜の歌               | フジテレビ『怪生伝』第一章傘娘編（パイロット版）エンディングテーマ                                       | 2013年 |
| 季節は次々死んでいく | アニメ『東京喰種トーキョーグール√A』エンディングテーマ                                                   | 2015年 |
| 自虐家のアリー       | COTODAMA『Lyric Speaker』コラボレーションソング                                                          | 2015年 |
| スピードと摩擦       | フジテレビ系アニメ『乱歩奇譚 Game of Laplace』オープニングテーマ                                         | 2015年 |
| 多数決               | スペースシャワーTVコラボレーションステーションID使用曲                                                   | 2016年 |
| ヒーロー             | テレビ東京系ドラマ『銀と金』主題歌                                                                       | 2017年 |
| 命にふさわしい       | スクウェア・エニックス制作PlayStation 4ゲームソフト『NieR：Automata』コラボレーションソング              | 2017年 |
| 空に歌えば           | 読売テレビ・日本テレビ系アニメ『僕のヒーローアカデミア』第2期第2クールオープニングテーマ                 | 2017年 |
| フィロソフィー       | ダイドードリンコ『ダイドーブレンドコーヒー』「明日へのTRY」篇・「明日へのTEAM」篇CMソング                | 2017年 |
| 月曜日               | 小学館ビッグコミックス『月曜日の友達』コラボレーションソング                                             | 2018年 |
| たられば             | ティ・ジョイ配給映画『青の帰り道』主題歌                                                                 | 2018年 |
| さよならごっこ       | アニメ『どろろ』エンディングテーマ                                                                       | 2019年 |
| それを言葉という     | COTODAMA『Lyric Speaker』コラボレーションソング                                                          | 2019年 |
| 境界線               | アニメ『86-エイティシックス-』第2クール オープニングテーマ                                               | 2021年 |
| 1.0                  | 小学館ビッグコミックス『チ。-地球の運動について-』往復書簡プロジェクト「共通言語」コラボレーションソング | 2022年 |
| カシオピア係留所     | 小学館ビッグコミックス『チ。-地球の運動について-』往復書簡プロジェクト「共通言語」コラボレーションソング | 2022年 |
| アンチノミー         | アニメ『NieR:Automata Ver1.1a 』エンディングテーマ                                                       | 2023年 |
| スワイプ             | KADOKAWA・スターサンズ配給映画『ヴィレッジ』コラボレーションソング                                       | 2023年 |
| この街で生きている   | SEA WAVE FMいわき『富田望生のすっぺったこっぺった』エンディングテーマ                                    | 2024年 |
| 痛覚                 | アニメ『青の祓魔師 終夜篇 』オープニングテーマ                                                           | 2025年 |

## 出演
- 2019年8月31日 - NHK Eテレ「#8月31日の夜に。」（ナレーション等）[149]

## 動画

### ライブ映像
| 公開日     | タイトル                                   |
| ---------- | ------------------------------------------ |
| 2012/06/12 | LIVE「千年幸福論」                         |
| 2014/10/31 | ひろ acoustic Live Ver.                    |
| 2015/05/15 | 季節は次々死んでいく starlight Ver.        |
| 2016/06/22 | Live Tour 2016 世界分岐二〇一六 『多数決』 |
| 2016/10/20 | 『虚無病』Live Ver.                        |
| 2018/06/05 | 『隅田川』LIVE 理論武装解除 ver.           |
| 2020/03/11 | 「そういう人になりたいぜ」 Acoustic        |